# Алфа Ромео стелвио
Алфа Ромео стелвио (итал. Alfa Romeo Stelvio) луксузни је кросовер који производи италијанска фабрика аутомобила Алфа Ромео од 2016. године.

## Историјат
Први Алфин кросовер представљен је на салону аутомобила у Лос Анђелесу новембра 2016. године као спортска верзија Quadrifoglio са најснажнијим мотором у понуди. Европску премијеру је имао на салону у Женеви марта 2017. године. Производња је започета крајем 2016. у граду Касино у Италији. Аутомобил носи назив по алпском превоју Стелвио. С овим моделом Алфа жели да конкурише луксузним теренским аутомобилима, као што су Порше макан, Ауди Q5 и BMW X3.
Дизајн предњег дела је углавном прекопиран са модела ђулија. Облик фарова и отвор на маски хладњака и бранику и стоп светла веома су слична као на ђулији. Користи модификовану верзију Giorgio платформе на којој је заснована луксузна лимузина ђулија и доступан је са погоном на задњим точковима и на сва четири.
На европским тестовима судара 2017. године, стелвио је добио максималних пет звездица за безбедност.
Рестајлинг на стелвију је урађен 2019. године. Спољашњост кросовера се није много изменила, али је зато више пажње посвећено у изменама у унутрашњости возила. Стелвио по рестајлингу изгледа приближније премијум класи у којој се и бори. Добио је нови 8,8-инчни мултимедијални систем са неколико нових функција, пре свега повезаност за паметним телефонима. Кожом је обложен волан и ручица мењача, као и материјали на контролној табли који лепше изгледају.

## Мотори
Од мотора у понуди су 2.0 бензински турбо мотор од 280 КС и дизел мотор од 2.2 са 210 КС и 180 КС. Имају аутоматски осмостепени мењач и нуде Q4 погон на свим точковима. Топ модел Quadrifoglio опремљен је 2.9 V6 твин турбо бензинским мотором са 510 КС.
| Мотор                                       | Запремина        | Снага            | Обртни момент    | Максимална брзина | Убрзање (0–100 km/h) | Потрошња         | Погон            |
| Бензински мотори                            | Бензински мотори | Бензински мотори | Бензински мотори | Бензински мотори  | Бензински мотори     | Бензински мотори | Бензински мотори |
| ------------------------------------------- | ---------------- | ---------------- | ---------------- | ----------------- | -------------------- | ---------------- | ---------------- |
| 2.0 L I4 GME T4 MultiAir                    | 1995 cm³         | 147 kW / 200 КС  | 330 Nm           | 215 km/h          | 7,2 сек.             | 7,0 l/100 km     | Q4               |
| 2.0 L I4 GME T4 MultiAir                    | 1995 cm³         | 206 kW / 280 КС  | 400 Nm           | 230 km/h          | 5,7 сек.             | 7,0 l/100 km     | Q4               |
| 2.9 L 90° V6 24v                            | 2891 cm³         | 375 kW / 510 КС  | 600 Nm           | 283 km/h          | 3,8 сек.             | 9,0 l/100 km     | Q4               |
| 2.9 L 90° V6 24v                            | 2891 cm³         | 382 kW / 520 КС  |                  |                   |                      |                  | задњи            |
| Бензински мотори за Северноамеричко тржиште |                  |                  |                  |                   |                      |                  |                  |
| 2.0 L I4 GME MultiAir                       | 1995 cm³         | 209 kW / 284 КС  | 415 Nm           | 232 km/h          | 5,4 (0–97 km/h)      | 9,8 l/100 km     | Q4               |
| 2.9 L 90° V6 24v                            | 2891 cm³         | 377 kW / 512 КС  | 600 Nm           | 285 km/h          | 3,6 (0–97 km/h)      | 12,0 l/100 km    | задњи            |
| Дизел мотори                                |                  |                  |                  |                   |                      |                  |                  |
| 2.2 L I4 Multijet II                        | 2143 cm³         | 110 kW / 150 КС  | 450 Nm           | 198 km/h          | 8,8 сек.             | 4,7 l/100 km     | задњи            |
| 2.2 L I4 Multijet II                        | 2143 cm³         | 118 kW / 160 КС  | 450 Nm           | 221 km/h          | 8,2 сек.             |                  | задњи            |
| 2.2 L I4 Multijet II                        | 2143 cm³         | 132 kW / 180 КС  | 450 Nm           | 210 km/h          | 7,6 сек.             | 4,7 l/100 km     | задњи            |
| 2.2 L I4 Multijet II                        | 2143 cm³         | 132 kW / 180 КС  | 450 Nm           | 210 km/h          | 7,6 сек.             | 4,8 l/100 km     | Q4               |
| 2.2 L I4 Multijet II                        | 2143 cm³         | 140 kW / 190 КС  | 450 Nm           | 230 km/h          | 7,6 сек.             | 5,5 l/100 km     | задњи            |
| 2.2 L I4 Multijet II                        | 2143 cm³         | 154 kW / 210 КС  | 470 Nm           | 215 km/h          | 6,6 сек.             | 4,8 l/100 km     | Q4               |
| 2.2 L I4 Multijet II                        | 2143 cm³         | 154 kW / 210 КС  | 450 Nm           | 215 km/h          | 6,6 сек.             | 6,1 l/100 km     | Q4               |

## Галерија
- Задњи део
- Унутрашњост